# 디즈니 인피니티 2.0
디즈니 인피니티 2.0(Disney Infinity 2.0) 또는 디즈니 인피니티: 마블 슈퍼 히어로즈(Disney Infinity: Marvel Super Heroes)는 2014년 디즈니 인터랙티브 스튜디오에서 출시한 장난감에서 현실로 이어지는 액션 어드벤처 게임이다. 디즈니 인피니티 (비디오 게임)(2013)의 속편이며 2014년 4월 8일에 발표되었다. 이 게임은 2014년 9월 23일 북미, 2014년 9월 19일 영국, 2014년 9월 18일 호주에 출시되었다. 유럽의 나머지 지역에서는 2015년 5월 9일 iOS, 마이크로소프트 윈도우, 엑스박스 360, 엑스박스 원, 플레이스테이션 비타용으로 출시된다.
브라이언 마이클 벤디스의 오리지널 스토리 자료를 제공하는 마블 슈퍼 히어로즈에는 세 가지 플롯이 포함되어 있으며 마블 및 디즈니 자산의 캐릭터가 포함되어 있다. 메인 캠페인은 세 가지 스토리로 구성된다. 첫 번째 스토리라인은 북유럽 신 로키가 고대 겨울의 상자를 재건하는 것을 막는 어벤저스를 따르다. 두 번째 스토리라인은 스파이더맨을 중심으로 하며 그와 노바 (샘 알렉산더), 아이언 피스트, 닉 퓨리가 베넘과 팀을 이루어 그린 고블린과 미스테리오의 심비오트 침공을 막는 임무를 맡게 된다. 세 번째이자 마지막 스토리라인은 가디언즈 오브 더 갤럭시 (2008년 팀)를 중심으로 집중되어 있으며 가디언즈는 고소인 로난으로부터 노웨어를 보호해야 하는 동일한 이름의 영화에서 크게 영감을 받았다.
디즈니 인피니티 2.0은 오픈 월드 샌드박스인 토이박스 모드에서 사용할 수 있도록 디즈니 인피니티의 다양한 도구를 확장한다. 또한 스킬 트리를 사용하여 개별 캐릭터를 개인화하는 기능이 추가되었다. 마블 슈퍼 히어로즈는 개인 창작물 공유를 포함하여 이전 게임의 커뮤니티 공유 옵션을 추가한다.
이 게임은 또한 2011년 캡틴 아메리카: 슈퍼 솔저 출시 이후 세가와 마블의 계약이 만료되고, 어메이징 스파이더맨 2 출시 이후 액티비전의 계약이 만료됨에 따라 디즈니 인터랙티브 스튜디오가 퍼블리싱한 최초의 마블 라이선스 게임이기도 했다. 인피니티 2.0이 출시되기 몇 달 전에 출시되었다. 속편인 디즈니 인피니티 3.0은 2015년 8월 28일 유럽, 2015년 8월 29일 북미에서 출시되었다.

## 평가
| 평가 |                                                    |
| --- | -------------------------------------------------- |
| 통합 점수 통합사 점수 메타크리틱 PS4: 71/100 [ 1 ] WIIU: 73/100 [ 2 ] XONE: 73/100 [ 3 ] VITA: 74/100 [ 4 ] 평론 점수 평론사 점수 디스트럭토이드 8/10 [ 5 ] 게임 인포머 6.5/10 [ 6 ] 게임 레볼루션 [ 7 ] 게임스팟 7/10 [ 8 ] 게임스레이더+ [ 9 ] 게임트레일러스 8/10 [ 10 ] IGN 6.8/10 [ 11 ] Joystiq [ 12 ] Hardcore Gamer 4/5 [ 13 ] |                                                    |
| 통합 점수 |                                                    |
| 통합사 | 점수                                               |
| 메타크리틱 | PS4: 71/100 WIIU: 73/100 XONE: 73/100 VITA: 74/100 |
| 평론 점수 |                                                    |
| 평론사 | 점수                                               |
| 디스트럭토이드 | 8/10                                               |
| 게임 인포머 | 6.5/10                                             |
| 게임 레볼루션 | [ 7 ]                                              |
| 게임스팟 | 7/10                                               |
| 게임스레이더+ | [ 9 ]                                              |
| 게임트레일러스 | 8/10                                               |
| IGN | 6.8/10                                             |
| Joystiq | [ 12 ]                                             |
| Hardcore Gamer | 4/5                                                |